# Arwed Emminghaus (Schiff)
Die Arwed Emminghaus war ein Seenotkreuzer (SK) der Deutschen Gesellschaft zur Rettung Schiffbrüchiger (DGzRS) der 26-Meter-Klasse (so genannte Georg-Breusing-Klasse), der 1965 von der Schweers-Werft in Bardenfleth unter der Nr. 6389 erbaut wurde. Die DGzRS-interne Bezeichnung lautete KRS 7.
Das Tochterboot Alte Liebe (Baunummer 6390) hatte die interne Bezeichnung KRT 7.

## Motoren
Das Schiff wird von drei Dieselmotoren der Marke Maybach-Mercedes-Benz angetrieben. Zwei der Motoren vom Typ MB 836 DB haben eine Leistung von jeweils 386 kW. Diese sind auf der Backbord- und Steuerbordseite des Schiffes angeordnet. Der dritte Motor vom Typ MB 820 DB leistet 994 kW. Die beiden äußeren Motoren wirken über ein Untersetzungsgetriebe auf jeweils einen Verstellpropeller, die Mittelmaschine wirkt über ein Wendegetriebe auf einen Festpropeller.
Die Motoren beschleunigen das Schiff auf maximal 18 Knoten (33 km/h). Bei 10 Knoten (18,5 km/h) Geschwindigkeit beträgt die Reichweite des Schiffes 1.700 Seemeilen (3148 km).
Für die Stromversorgung stehen zwei Generatoren der Marke Maybach-Mercedes-Benz zur Verfügung. Einer der Generatoren vom Typ OM 636 hat eine Scheinleistung von 13 kVA, der andere vom Typ OM 352 hat eine Scheinleistung von 43 kVA.

## Namensgebung
Getauft wurde das Schiff in Bremen-Vegesack am 29. Mai 1965 zum 100-jährigen Jubiläum der DGzRS zu Ehren von Arwed Emminghaus, dem Mann, der als treibende Kraft hinsichtlich der Gründung des organisierten Seenotrettungswesens in Deutschland angesehen werden kann. Taufpatin war seine Urenkelin Birgit Emminghaus.
Das Tochterboot wurde nach der Anlegestelle Alte Liebe in Cuxhaven benannt. Die Taufe nahm eine weitere Urenkelin, Ingrid Emminghaus vor.

## Stationierung
Von Mai 1965 bis Oktober 1985 war die Arwed Emminghaus an der Seenotrettungsstation Cuxhaven stationiert. Sie löste dort die Ruhr-Stahl der Vorgängerbaureihe ab, die zur Seenotrettungsstation Amrum wechselte. Mit Zugang des neuen Kreuzers Hermann Helms in Cuxhaven erfolgte 1985 die Verlegung des Schiffs zur Seenotrettungsstation Grömitz. 1993 wurde die Arwed Emminghaus dort als letztes Schiff seiner Klasse außer Dienst gestellt und mit der Bremen wiederum durch einen Neubau abgelöst.

## Verbleib
Nach der Außerdienststellung des Kreuzers bei der DGzRS wurde er an den isländischen Seenotrettungsdienst ICE-SAR verkauft und dort unter dem Namen Hannes þ Hafstein 2188 in Betrieb genommen. Das Tochterboot erhielt den Namen Siggi Guðjons. Bis Ende 2006 war das Schiff in Sandgerði (Island) stationiert. Anfang 2007 erfolgte der Verkauf an privat nach Rostock. Das Schiff, das zuletzt den Heimathafen Rostock hatte, wurde im September 2013 von einem privaten Konsortium erworben, welches das Schiff als Museum in Burgstaaken zugänglich machen wollte. Am 19. Oktober 2013 absolvierte das Schiff seine letzte Reise auf eigenem Kiel in den Hafen von Burgstaaken auf der Insel Fehmarn. Danach wurde es dort im Hafenbecken aufgepallt und im Herbst 2014 die geplante Ausstellung eröffnet. Sämtliche Räume des Schiffes können besucht und dabei die Technik und Ausrüstung begutachtet werden. Weil die Arwed Emminghaus zuletzt in Island Dienst tat, sind viele Schalter und Beschriftungen heute isländisch.

## Schwesterschiffe
- Georg Breusing
- Adolph Bermpohl
- Peacock: ehem. Lotsenboot und Museumsschiff in Astoria/Oregon (USA)
- Michele Fiorillo, Seenotrettungskreuzer der italienischen Küstenwache